# Sporting Clube do Príncipe
Sporting Clube do Príncipe és un club de futbol que juga a l'illa de Príncipe, a São Tomé i Príncipe. L'equip juga a la Lliga de Príncipe de futbol a la seva divisió local i juga a l'Estadi 13 de Julho a la capital de l'illa, tal com fan tots els clubs de l'illa.

## Història
El club va ser fundat el 6 de febrer de 1915, i és el club més antic de l'illa i del país, el Sporting Príncipe és el club del Sporting Clube de Portugal i és el 183è afiliat.
L'equip va guanyar dos títols al campionat nacional a la fi de 2011 i 2012, el club es va ser l'onzè en guanyar el seu primer títol i el setè i recent en guanyar el seu segon títol al país. Els seus totals van ser tercers a l'illa darrere d'Os Operários i Sundy. El 2013 els seus totals regionals el van fer quarts, ja que Porto Real va guanyar un altre títol. A nivell regional, van obtenir el seu quart títol regional el 2016 que també va ser el segon consecutiu i, juntament amb altres tres clubs, van tenir tots els títols regionals, més tard es van classificar als Campionats Nacionals de 2016 que van esdevenir el segon desafiament esportiu directe. Per aquí, el club va perdre la primera ronda i en la segona ronda va obtenir un gol, per això va perdre el títol davant el Sporting Praia Cruz. A final de setembre de 2017, juntament amb Porto Real i Sundy, en nombre de títols va restar segon darrere dels cinc títols d'Os Operários.
El seu únic triomf nacional va arribar a final de 2012, quan van derrotar Desportivo de Guadalupe per un punt. El club, juntament amb uns quants més, inclosos GD Sundy i Santana FC va ser cinquè, més tard el va compartir amb UDRA i el màxim del Sporting Príncipe és sisè. No va poder obtenir el seu primer triplet de la Copa per la derrota del club 2-1 amb el 6 de Setembro el 2010. Al 2016 va intentar guanyar una altra copa regional i compartir els totals amb Sundy com a primer, però va perdre 1- 0 amb Os Operários al novembre de 2016.
En els títols del campionat nacional, els seus totals són cinquens amb dos títols, compartits amb Caixão Grande i CD Guadalupe, des del 26 de novembre de 2017, els títols ara els comparteixen amb l'UDRA. A la Copa regional, el club és en el quart amb un títol el 2010, van guanyar el seu segon títol per al 2012 i els seus totals es van convertir en segon per una temporada, posteriorment el van compartir amb GD Os Operários per una temporada, després que l'Sporting guanyés el seu tercer i el recent any el 2014 i els seus totals es van convertir en segon per una temporada fins que el mateix club el va compartir el 2016.
La seva primera aparició a la Lliga de Campions de la CAF va ser en 2013 però només van competir en Preliminars i van perdre amb l'Enugu Rangers.

## Uniformes
| Uniforme visitant de 2013 a 2014 | Uniforme de casa de 2013 a 2014 | Uniforme de casa fins 2013 | Uniforme visitant fins 2013 | Tercer uniforme des de 2013 |

## Palmarès
- Campionat de São Tomé i Príncipe de futbol: 2

2011, 2012
- Taça Nacional de São Tomé e Príncipe: 1

2012
- Lliga de Príncipe de futbol: 4:

2011, 2012, 2015, 2016
- Taça Regional de Príncipe: 3

2009, 2012, 2014

## Competicions internacionals
- Lliga de Campions de la CAF: 1 aparició

2013 – Ronda Preliminar 
 Enugu Rangers